# Naklik
Naklik – wieś w Polsce położona w województwie lubelskim, w powiecie biłgorajskim, w gminie Potok Górny.
| SIMC    | Nazwa | Rodzaj    |
| ------- | ----- | --------- |
| 0896396 | Budy  | część wsi |

W latach 1648–1935 funkcjonował Folwark Naklicki. 19 marca 1863 roku obozował oddział płk Leona Czechowskiego, a w nocy z 9 na 10 maja 1863 roku przeszedł oddział gen. Antoniego Jeziorańskiego, któremu towarzyszył gen. Aleksander Waligórski. W 1953 powstała Ochotnicza Straż Pożarna. W latach 1975–1998 miejscowość administracyjnie należała do województwa zamojskiego.
Według Narodowego Spisu Powszechnego (III 2011 r.) liczyła 435 mieszkańców i była szóstą co do wielkości miejscowością gminy Potok Górny. Wieś stanowi sołectwo.
W latach 1993–1996 zbudowano kościół filialny pw. Miłosierdzia Bożego (filialny parafii Potok Górny).
Wierni Kościoła rzymskokatolickiego należą do parafii św. Jana Chrzciciela w Potoku Górnym.